# Port lotniczy Olbia

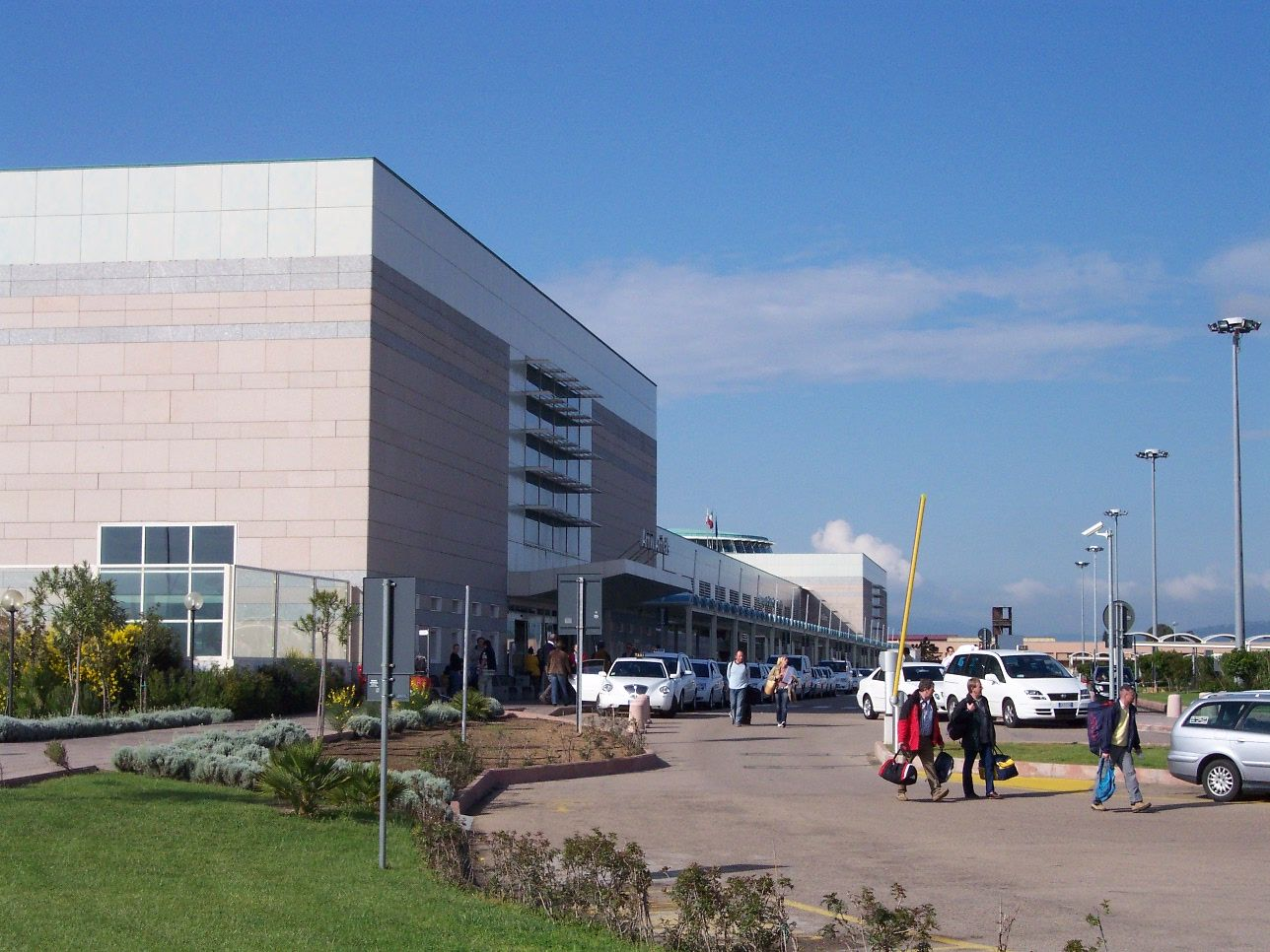
Lotnisko Olbia-Costa Smeralda

Port lotniczy Olbia (Port lotniczy Olbia-Costa Smeralda) – port lotniczy położony 3 km na południe od Olbii. Jest drugim co do wielkości (po porcie lotniczym Cagliari-Elmas) portem lotniczym Sardynii. W 2006 obsłużył 1 804 676 pasażerów.

## Linie lotnicze i połączenia
| Linia Lotnicza                | Kierunek |
| ----------------------------- | --- |
| Aegean Airlines               | Sezonowo: 1. Ateny |
| Aer Lingus                    | Sezonowo: 1. Dublin |
| Aeroitalia                    | 1. Mediolan-Linate 2. Rzym-Fiumicino Sezonowo: 1. Perugia |
| Air France                    | Sezonowo: 1. Paryż-Charles de Gaulle |
| Air Baltic                    | Sezonowo: 1. Ryga |
| Alpavia                       | Sezonowo: 1. Parma |
| Austrian Airlines             | Sezonowo: 1. Wiedeń |
| British Airways               | Sezonowo: 1. Edynburg (od 25 maja 2024) 2. Londyn-Heathrow |
| Brussels Airlines             | Sezonowo: 1. Bruksela |
| Bulgaria Air                  | Sezonowe czartery: 1. Sofia |
| Condor                        | Sezonowo: 1. Düsseldorf 2. Frankfurt 3. Monachium |
| EasyJet                       | 1. Mediolan-Malpensa Sezonowo: 1. Amsterdam 2. Bari 3. / Bazylea 4. Mediolan-Bergamo 5. Berlin 6. Bordeaux 7. Bristol 8. Genewa 9. Londyn-Gatwick 10. Londyn-Luton 11. Lyon 12. Nantes 13. Neapol 14. Nicea 15. Paryż-Charles de Gaulle 16. Paryż-Orly 17. Tuluza 18. Turyn 19. Wenecja |
| Edelweiss Air                 | Sezonowo: 1. Zurych |
| Eurowings                     | Sezonowo: 1. Kolonia/Bonn 2. Düsseldorf 3. Hamburg 4. Salzburg 5. Stuttgart |
| Flydubai                      | Sezonowo: 1. Dubaj |
| Iberia                        | Sezonowo: 1. Madryt |
| ITA Airways                   | Sezonowo: 1. Triest |
| Jet2.com                      | Sezonowo: 1. Birmingham 2. Londyn-Stansted 3. Manchester |
| Lufthansa                     | Sezonowo: 1. Frankfurt 2. Monachium |
| Neos                          | Sezonowo: 1. Bolonia 2. Mediolan-Malpensa 3. Werona |
| Norwegian Air Shuttle         | Sezonowo: 1. Kopenhaga 2. Oslo-Gardermoen 3. Sztokholm-Arlanda |
| Ryanair                       | 1. Bolonia (od 2 kwietnia 2024) 2. Mediolan-Bergamo (od 2 kwietnia 2024) 3. Triest (od 3 kwietnia 2024) Sezonowo: 1. Paryż-Beauvais (od 2 czerwca 2024) 2. Bruksela-Charleroi (od 2 maja 2024) 3. Kopenhaga (od 1 maja 2024) 4. Dublin (od 2 lipca 2024) 5. Kraków (od 1 maja 2024) 6. Londyn-Stansted (od 1 maja 2024) 7. Wiedeń (od 2 maja 2024)                                                                        |
| Scandinavian Airlines System  | Sezonowo: 1. Kopenhaga 2. Oslo-Gardermoen 3. Sztokholm-Arlanda |
| Sky Alps                      | Sezonowo: 1. Berno 2. Bolzano |
| Smartwings                    | Sezonowo: 1. Praga |
| Swiss International Air Lines | Sezonowo: 1. Genewa |
| Transavia.com                 | Sezonowo: 1. Amsterdam 2. Paryż-Orly |
| TUI Airways                   | Sezonowo: 1. Londyn-Gatwick 2. Manchester |
| Volotea                       | 1. Bolonia 2. Mediolan-Linate 3. Rzym-Fiumicino 4. Turyn 5. Werona Sezonowo: 1. Ankona 2. Barcelona 3. Bari 4. Mediolan-Bergamo 5. Bilbao 6. Bordeaux 7. Brest-Bretagne (od 19 kwietnia 2024) 8. Katania 9. Deauville 10. Florencja 11. Genua 12. Lille 13. Lyon 14. Madryt 15. Marsylia 16. Nantes 17. Neapol 18. Nicea 19. Palermo 20. Paryż-Orly 21. Piza 22. Strasburg 23. Tuluza 24. Triest 25. Walencja 26. Wenecja |
| Vueling Airlines              | Sezonowo: 1. Barcelona 2. Florencja |
| Wizz Air                      | Sezonowo: 1. Mediolan-Malpensa 2. Rzym-Ciampino 3. Warszawa-Okęcie |